# Dekanat Zielona Góra – św. Jadwigi
Dekanat Zielona Góra – św. Jadwigi – jeden z 30 dekanatów rzymskokatolickich należących do diecezji zielonogórsko-gorzowskiej w metropolii szczecińsko-kamieńskiej.

## Władze dekanatu
- Dziekan: ks. kan. Mirosław Donabidowicz (2018-11-30)
- Wicedziekan: ks. kan. Piotr Bortnik (2023-11-17)
- Ojciec duchowny: ks. kan. dr Paweł Łobaczewski (2018-12-14)
- Dekanalny duszpasterz młodzieży i powołań: ks. Tomasz Janczewski (2023-09-06)[1]

## Parafie
- Przytok – Parafia Wniebowzięcia Najświętszej Maryi Panny w Przytoku

- Droszków – kościół filialny pw. Najświętszej Maryi Panny Królowej Polski
- Zielona Góra (Jany) – kaplica św. Archaniołów Michała, Rafała i Gabriela

- Zabór – Parafia pw. św. Józefa

- Milsko – kościół filialny  pw. św. Jadwigi

- Zielona Góra – Parafia Miłosierdzia Bożego
- Zielona Góra – Parafia Najświętszego Zbawiciela w Zielonej Górze

- Kościół parafialny – Najświętszego Zbawiciela
- Szpital uniwersytecki – kaplica pw. NMP Nieustającej Pomocy
- Poliklinika – kaplica pw. Najświętszego Serca Pana Jezusa

- Zielona Góra (Chynów) – Parafia Niepokalanego Poczęcia Najświętszej Maryi Panny w Zielonej Górze
- Zielona Góra – Parafia św. Jadwigi Śląskiej w Zielonej Górze

- Kościół parafialny – konkatedra św. Jadwigi Śląskiej

- Zielona Góra – Parafia św. Urbana I w Zielonej Górze

- Kościół parafialny – św. Urbana I
- Dom Pomocy Społecznej dla Kombatantów – kaplica pw. Miłosierdzia Bożego

- Zielona Góra (Stary Kisielin) – Parafia pw. Matki Bożej Wspomożenia Wiernych

- Zielona Góra (Nowy Kisielin) – kościół filialny pw. Niepokalanego Serca Najświętszej Maryi Panny

- Zielona Góra (Zawada) – Parafia Narodzenia Najświętszej Maryi Panny

- Zielona Góra (Krępa) – kościół filialny pw. Chrystusa Dobrego Pasterza